# Võ Văn Bảy
Võ Văn Bảy (1931-1998) vận động viên quần vợt Việt Nam. Ông giữ kỷ lục gần 20 năm chức vô địch quần vợt Việt Nam (miền Nam Việt Nam nói riêng và Việt Nam thống nhất nói chung).

## Cuộc đời và sự nghiệp
Ông sinh ngày 18 tháng 7 năm 1931 tại Vĩnh Long. Năm 21 tuổi, ông lên Sài Gòn, làm việc cho Hãng rượu Bình Tây. Ban đầu ông chơi bóng bàn, sau đó chuyển sang chơi quần vợt từ những ngày đầu tiên trên sân quần vợt Hãng rượu Bình Tây. Năm 1955, lần đầu tiên ông tham dự giải vô địch quần vợt Việt Nam. Tuy nhiên, ông thất bại trước tay vợt Nguyễn Văn Tịch (Hải Phòng). Trong mùa giải năm 1956, ông thắng lại ông Tịch, và "ngự trị" làng quần vợt Việt Nam trong gần 20 năm.
Tháng 1 năm 1959, tại giải Đại hội Thể thao Đông Nam Á tại Bangkok, ông Bảy đã thắng tay vợt Thái Lan là Seri Charuchinda ở chung kết, để đoạt chiếc huy chương vàng (đơn nam) đầu tiên cho quần vợt Việt Nam Cộng hòa. Từ năm 1959 đến 1973, đội Việt Nam liên tiếp thắng 7 lần huy chương vàng đôi nam quần vợt tại Đại hội Thể thao Đông Nam Á (SEAP Games) thì 6 lần đã do sự góp sức của ông.
Đường thời, nhiều người ngộ nhận về mối quan hệ anh em ruột giữa ông và tay vợt số 2 Việt Nam lúc bấy giờ, Võ Văn Thành. Hai người cùng họ; nhưng không có liên hệ anh em, ông Võ Văn Thành quê ở Cần Thơ, ông Võ Văn Bảy quê ở Vĩnh Long.
Chiến thắng để đời của Võ Văn Bảy với tay vợt Nhật Bản vừa là số 1 châu Á Toshio Sakai 3/1 (11-13, 6-4, 6-2, 6-3), đã đưa tên tuổi Võ Văn Bảy lên tột đỉnh vinh quang. Năm đó (7 tháng 4 năm 1972) ông đã 41 tuổi; trong lúc Toshio Sakai 24 tuổi, trên mặt sân CSS (nhà văn hóa lao dộng ngày nay), Võ Văn Bảy bằng tài nghệ và sự khôn ngoan đã gây thích thú cho khán giả mộ điệu quần vợt Việt Nam.
Ông qua đời ngày 24 tháng 11 năm 1998 tại Bình Đông, vì ung thư cổ họng; do ông hút thuốc rất nhiều.